# 埃尔沃河畔圣让
埃尔沃河畔圣让（法語：Saint-Jean-sur-Erve，法語發音：[sɛ̃ ʒɑ̃ syʁ ɛʁv]）是法国马耶讷省的一个旧市镇，属于拉瓦勒区。2017年，埃尔沃河畔圣让与市镇布朗杜埃合并为新市镇布朗杜埃-圣让，埃尔沃河畔圣让为新市镇行政中心。

## 地理
埃尔沃河畔圣让（48°2'4"N, 0°23'30"W）面积25.39 平方千米，位于法国卢瓦尔河地区大区马耶讷省，该省份为法国西北部内陆省份，北起芒什省和奧恩省，西接伊勒-维莱讷省，南至曼恩-卢瓦尔省，东临萨尔特省。
与埃尔沃河畔圣让接壤的市镇（或旧市镇、城区）包括：沙姆、布朗杜埃、圣但尼多尔克、托里涅昂沙尔尼、埃尔沃河畔圣皮埃尔、韦日、圣苏珊和沙姆。

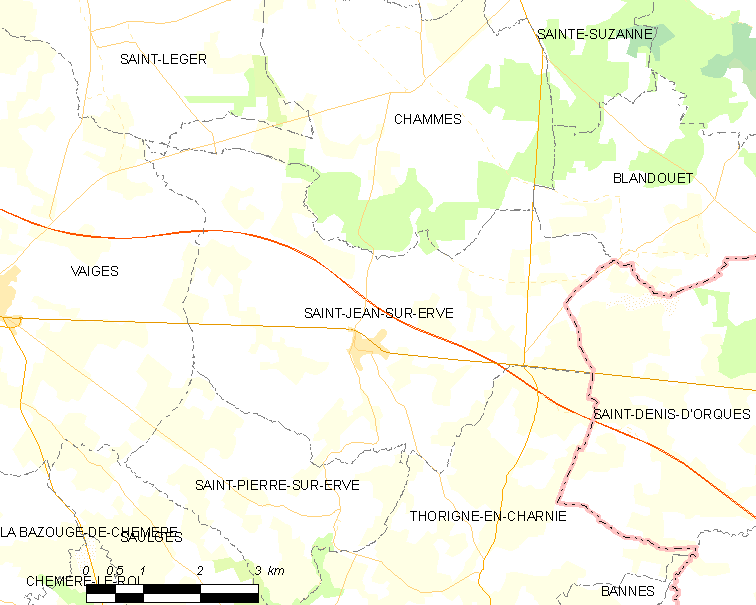
埃尔沃河畔圣让的OSM定位图

埃尔沃河畔圣让的时区为UTC+01:00、UTC+02:00（夏令时）。

## 行政
埃尔沃河畔圣让的邮政编码为53270，INSEE市镇编码为53228。

## 政治
埃尔沃河畔圣让所属的省级选区为梅莱迪迈讷县。

## 人口

1962-2008年间埃尔沃河畔圣让人口变化图示

埃尔沃河畔圣让于2018年1月1日时的人口数量为395人。